# نیک گومز
نیک گومز (به انگلیسی: Nick Gomez) (زاده ۱۳ آوریل ۱۹۶۳) کارگردان و نویسنده آمریکایی است.